# Boma (peuple)
Pour les articles homonymes, voir Boma (homonymie).
Les Boma sont une population bantoue d'Afrique centrale vivant à l'ouest de la République démocratique du Congo.

## Ethnonymie
Selon les sources et le contexte, on observe différentes formes : Baboma, Bama, Bamboma, BaMboma, Bavelele, Bomas, Buma, Mboma, Wabuma.

## Langue
Ils parlent le boma, une langue bantoue.